# CFZ 두 리우

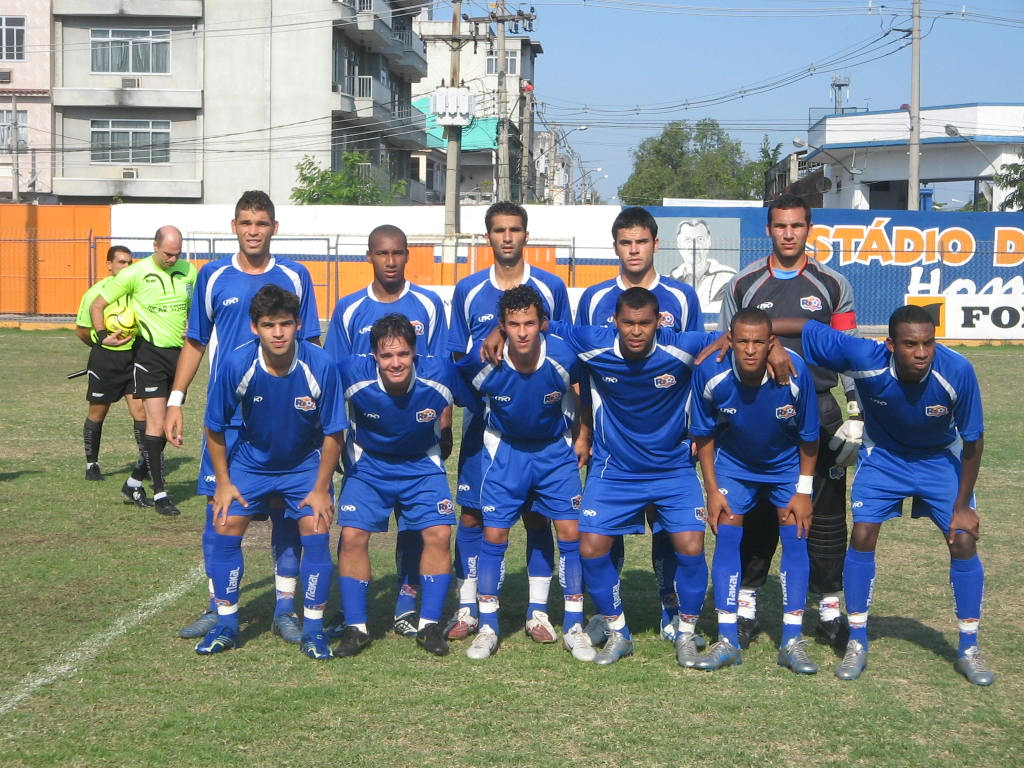
2007년 시즌 팀 사진

센트로 데 푸테볼 지쿠 소시에다데 에스포르티바(Centro de Futebol Zico Sociedade Esportiva), 간단히 CFZ 두 리우는 1996년 7월 12일에 지쿠가 창단한 리우데자네이루의 브라질 축구단이다.
3년 후인 1999년 8월 1일,  브라질리아 ( 연방구 )에 CFZ 데 브리질리아로 알려진 지점을 설립했다.

## 경기장

### 안튠즈 사타디움
CFZ 두 리우의 홈 경기장은 명목상 호세 안투네스 코임브라 필료 (안튠즈 사타디움이라고도 함)로 1997년 3월 29일에 개장했으며 1,000명의 팬들을 수용 가능하다.

## 역사
CFZ 두 리오는 레크레이오 도스 반데이란데스에서 지쿠의 첫 생일 6개월 후인 1996년 7월 12일에 창단되었다.
지쿠가 창단한 클럽의 가장 큰 목표는 축구 센터의 아카데미 업무를 통해 어린 유소년들의 육성이였다. 팀은 어린이, 청소년, 성인, 후생 및 프로의 다섯 가지 주요 범주로 구성되어있다. 첫 경기는 코파 리우와의 두키지카스에서 열린 세인트 크리스토퍼와의 경기였다.
처음에 클럽 등록때의 이름은 리우데자네이루 '스포츠 소사이어티'이였다. 팀은 여전히 리우데자네이루 로 경쟁했지만 이미 비슷한 이름이 있었기 때문에 이름을 바꿀 수 밖에 없었다. 1998년 2월 4일, CFZ 이름이 공식화되었고 '두 리우'라는 이름이 페이스북에 등록되었다.
프로팀은 1997년 3부 리그 챔피언십에 합류했으며 챔피언 자리를 차지하였다.
또한 클럽이 활동을 시작한 이후 다른 클럽의 다른 부도 좋은 결과를 얻었다.
플라멩고에서 지쿠와 같이 뛰었던 전 선수 아드리오 와 안드레아드의 지휘 아래 CFZ는 Juniores 2부 리그(1999, 2000, 2002)의 트리컴퓨나트에서 우승했다.
2000년에는 Juvenil 팀이 무패로 타이틀을 획득했고, Mirim 팀은 그보다 먼저 컵을 들어올렸다. 같은 해에 지쿠는 리그 지역에서 더 높은 조직과 구조가 있는 곳으로 프로젝트를 이끌겠다고 밝혔다. 그렇게 창단된 것이 CFZ 데 브라질리아이다.

### CFZ 데 브라질리아
CFZ 두 리우는 브라질리아 시(연방구)에 기반을 둔 지사를 기원으로 했다: 동음이의어 CFZ de Brasília . 브라질리아의 클럽은 1999년 8월 1일 HPMA라는 회사와 함께 사회에서 설립되었다. 두 클럽은 한동안 같은 선수와 기술위원회를 사용하였다.

### CFZ 임비투바
2009년 CFZ 두 리우는 Imbituba Futebol Clube 와 파트너십을 체결하여 CFZ 임비투바로 알려진 임비투바(산타카타리나주)에 클럽 회사를 설립했다. 사회적 통합의 수단으로 스포츠를 홍보하고 더 많은 챔피언십에서 우수성과 높은 수입을 달성하는 사명을 가지고 항상 책임감 있는 선수 육성을 주 목표로 한다.

### 플라멩고
2010년에 플라멩구와 파트너십을 맺어 에스타디오 다 가베아는 유소년팀에서 회복되지 않은 선수와 전문가를 팀에 맡기게 되었다. 또한 클럽의 모든 지출을 책임질 투자자 MFD 그룹에 클럽 임대를 발표했다.

## 선수 명단

### 현역
참고: FIFA 자격 규정에 따라 소속된 국가대표팀 국기를 표시합니다. 선수는 복수의 FIFA 비회원국 국적을 가지고 있을 수 있습니다.
| 번호 | 포지션 | 국적 | 이름 |
| ---- | ------ | ---- | ---- |

| 번호 | 포지션 | 국적 | 이름 |
| ---- | ------ | ---- | ---- |
| -    | MF     |      | 틱   |

## 기타
- 센트로 데 푸테볼 지쿠 데 브라질리아 소시에다데 에스포르티바

## 선수 명단

### 역대
1. ↑  Flamengo e CFZ oficializam união (in Portuguese). Globoesporte.globo.com. 2010-03-22. Retrieved 2010-12-28.